# ديك كوشران
ديك كوشران (بالإنجليزية: Dick Cochran)‏ هو منافس ألعاب قوى أمريكي، ولد في 23 يونيو 1938 في تلسا في الولايات المتحدة.

## وصلات خارجية
- ديك كوشران على موقع أوليمبيديا (الإنجليزية)